# Corvo-marinho-coroado
O Corvo-marinho-coroado (Microcarbo coronatus) é uma espécie de ave suliforme da família Phalacrocoracidae endêmica das águas da fria corrente de Benguela na África austral. É uma espécie exclusivamente costeira e não pode ser encontrada a mais de 10 km de distância da terra. É relacionado com o corvo-marinho-africano (Microcarbo africanus) e antes eram considerados da mesma espécie.

## Distribuição
É encontrada do cabo das agulhas na África do Sul ao longo da costa da África do Sul até Swakopmund em Namíbia.
Sua  população está entre 2500 e 2900 casais reprodutores. Reproduzem-se em pequenos grupos, sendo as colônias formadas tipicamente por menos de 150 indivíduos. Ninhos dessa ave coletados por pesquisadores mostram que seus exemplares  juvenis podem distanciar-se até 277 km dos ninhos, e os adultos podem deslocar-se mais de 500 km das áreas de nidificação.

## Descrição
Mede entre 50 e 55 cm de comprimento. As aves adultas são pretas com uma pequena crista na cabeça e uma mancha vermelha facial.As aves jovens são marrom-escuras por cima, marrom-pálidas embaixo e não possuem crista. Elas podem ser distinguidas dos biguás africanos jovens por sua plumagem escura e cauda mais curta.

## Comportamento
Alimenta-se de peixes e invertebrados de movimento lento, que capturam em águas costeiras rasas e florestas de algas. Constroem seus ninhos com algas, paus e ossos e os cobrem com algas ou penas. O ninho é construído geralmente em locais elevados, tais como pedras, árvores ou estruturas feitas pelo homem, mas também pode ser construído no chão.

## Estado de conservação
As ameaças à espécie incluem a predação de ovos e filhotes por gaviotões e pelicanos-brancos, perturbação humana, derramamentos de petróleo e as atividades ligadas à pesca comercial, incluindo o emaranhamento emlixo marinho e em instrumentos de pesca.